# ثيوفانوكس
ثيوفانوكس (بالإنجليزية: Thiofanox)‏ هو مركب كيميائي يستخدم في مبيد القراديات و‌مبيدات الحشرات,

## روابط خارجية
- Thiofanox in the Pesticide Properties DataBase (PPDB)